# Москалёв, Николай Иванович
Николай Иванович Москалёв (18 сентября 1897, Елец, Орловская губерния — 1968, Москва) — советский художник, график и медальер.
Всего создал более сотни живописных и графических работ, эскизов к значкам, плакатов, а также 200 этюдов и набросков пейзажей, натюрмортов, портретов, сюжетных бытовых, сатирических, юмористических зарисовок.

## Биография
Родился 6 (18 сентября) 1897 года в Ельце (ныне Липецкая область) в мещанской семье.
Окончил церковно-приходскую школу и реальное училище.
В 1917 году был призван в царскую армию, где некоторое время служил юнкером. В 1918 году вступил в ряды РККА, был назначен в политотдел Елецкого гарнизона для формирования первых красноармейских клубов. Занимался оформительской деятельностью.
После демобилизации, в 1920 — 1922 годах — преподавал графическую грамоту на Елецком рабфаке, одновременно работая художником-декоратором в городском драматическом театре и художником-карикатуристом в Елецком отделении «Окон РОСТА», являлся членом «Союза Елецких художников». В 1922 году переехал в Москву.
В 1922—1927 годах Николай Иванович учился в Высших художественно-технических мастерских в Москве. В день открытия Центрального Дома Советской Армии, 23 марта 1928 года, он был назначен его главным художником и проработал в этой должности 35 лет (до 1963 года).
В жанре плаката он работал всю свою жизнь, начиная со времён Гражданской войны. В годы Великой Отечественной войны плакаты Москалёва имели сатирическую направленность: «Смерть фашистской гадине», «Прочь от Москвы, фашистская гадина!», «Под Москвой фон Бок заработал себе в бок!».
Живя и работая в Москве, Николай Иванович часто приезжал в Елец, которому посвятил много живописных работ. Для Ельца он создал, на основе исторического, современный городской герб.
Умер в июле 1968 года, был похоронен в Москве.

### Медальер
Разработкой внешнего вида нагрудных знаков Москалёв занялся ещё в 1930-е годы, выполнив рисунки знаков «Отличник РККА», «Участнику Хасанских боёв», «Участник спортколлектива ЦДКА». Но известность к художнику пришла в годы Великой Отечественной войны, когда он создал десятки эскизов к боевым наградам.
Николай Москалев создал эскизы следующих военных наград СССР: орденов Кутузова, Славы, Богдана Хмельницкого (соавтор); медалей «За оборону Москвы», «За оборону Ленинграда», «За оборону Севастополя», «За оборону Одессы», «За оборону Сталинграда», «За оборону Кавказа», «Партизану Отечественной войны», «За безупречную службу»; наградного знака «20-летие Краснознамённого им. А. В. Александрова ансамбля песни и пляски Советской Армии».
Фотокопии рисунков к разработанных им эскизам наград хранятся в фондах Елецкого городского краеведческого музея, а оригиналы находятся в музее Вооружённых Сил и в собрании Гознака.

## Награды
- орден Трудового Красного Знамени (1943)
- медали

## Память
- Елецкому музею Москалёв завещал около сотни своих живописных и графических работ. Его работы хранятся также в краеведческих музеях Липецка и Ельца, Центральном музее Вооруженных Сил, Музее истории города Москвы и других[5].